# 苏北第一届参政会会址
苏北第一届参政会会址，位于江苏省南通市海安县县城，是中华人民共和国江苏省文物保护单位之一。
1982年3月25日，授予江苏省文物保护单位，是一座近现代历史遗迹及革命纪念建筑物。